# Everybody Wants to Rule the World
англ. "Everybody want to rule the world", укр. ("Кожен хоче правити світом")- легендарна пісня 1985 року британської поп-рок групи Tears For Fears з їхнього другого студійного альбому Songs from the Big Chair (1985). Її написали Роланд Орзабал , Ієн Стенлі та Кріс Г'юз , а продюсером був Кріс Г'юз. Пісня була випущена 22 березня 1985 року лейблами Phonogram , Mercury та Vertigo Records як третій сингл з альбому. «Everybody Wants to Rule the World» — це пісня в стилі нью-вейв та синт-поп, текст якої детально описує прагнення людей до контролю та влади, а також зосереджується на темах корупції .
Пісня, яка мала міжнародний успіх, досягла другого місця в Ірландії, Австралії та Великій Британії, першого в Канаді, Новій Зеландії, а також у американських чартах Billboard Hot 100 та Cashbox . Вона отримала золотий сертифікат від Music Canada (MC) та British Phonographic Industry (BPI). Згодом музичні критики високо оцінили «Everybody Wants to Rule the World», деякі з яких зарахували її до найкращих пісень десятиліття. Поряд із « Shout » (1984) вона є однією з візитівок гурту .
Музичний кліп отримав рекламу від MTV . У 1986 році пісня отримала нагороду «Найкращий сингл» на Brit Awards і того ж року була перезаписана гуртом як благодійний сингл для кампанії Sport Aid . «Everybody Wants to Rule the World» була широко переспівана з моменту її виходу, зокрема новозеландською співачкою Лорд для саундтреку до екранізації « Голодних ігор: І вогню у вогні» .